# A Changed Man and Other Tales
A Changed Man and Other Tales was de vierde en laatste bundel korte verhalen van de Engelse schrijver Thomas Hardy. Het boek verscheen pas in 1913, vele jaren nadat Hardy had besloten te stoppen met zijn prozawerk. De verhalen waren al eerder gepubliceerd in diverse tijdschriften.

## Inhoud
- A Changed Man
- The Waiting Supper
- Alicia's Diary
- The Grave by the Handpost
- Enter a Dragoon
- A Tryst at an Ancient Earthwork
- What the Shepherd Saw
- A Committee-Man of "The Terror"
- Master John Horseleigh, Knight
- The Duke's Reappearance
- A Mere Interlude
- The Romantic Adventures of a Milkmaid